# Ølgod Sogn

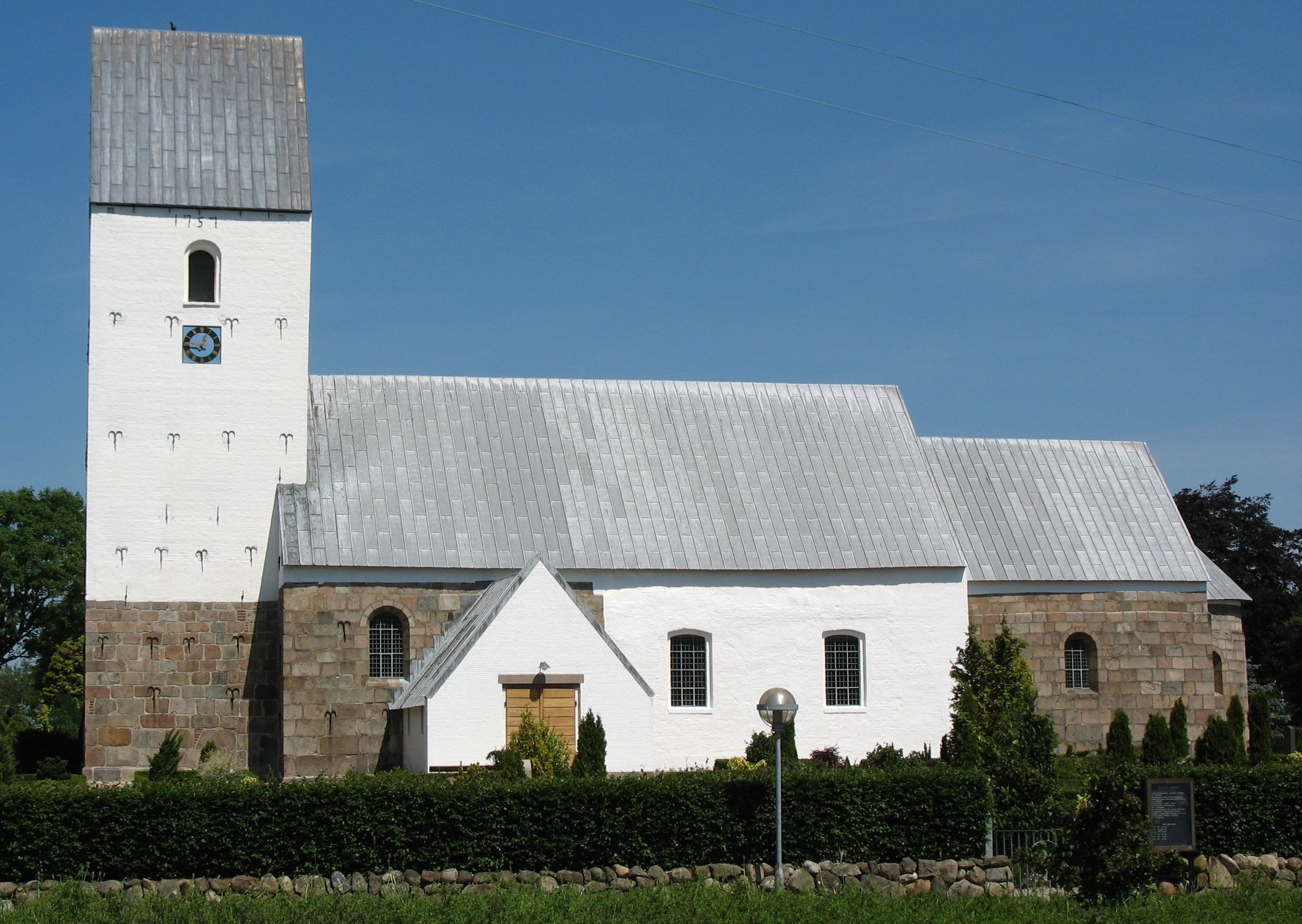
Ølgod Kirke

Ølgod Sogn ist eine Kirchspielsgemeinde (dän.: Sogn) im südlichen Dänemark. Bis 1970 gehörte sie zur Harde Øster Horne Herred im damaligen Ribe Amt, danach zur Ølgod Kommune im erweiterten Ribe Amt, die im Zuge der  Kommunalreform zum 1. Januar 2007 in der „neuen“  Varde Kommune in der Region Syddanmark aufgegangen ist.
Im Kirchspiel leben 5092 Einwohner, davon 3777 im Kirchdorf (Stand:1. Januar 2023). Im Kirchspiel liegen die Kirchen „Ølgod Kirke“.und „Bejsnap Kirke“.
Nachbargemeinden sind im Süden Skovlund Sogn und Tistrup Sogn, im Südwesten Horne Sogn und im Westen Strellev Sogn, ferner in der benachbarten Ringkøbing-Skjern Kommune im Westen Egvad Sogn, im Norden Ådum Sogn und im Nordosten Hoven Sogn, sowie in der östlich benachbarten Billund Kommune Grindsted Sogn.